# Anton Czerwinski
Anton Czerwinski (in russo Анто́н Ка́рлович Черви́нский?, Anton Karlovich Czerwinski; Biłgoraj, 8 ottobre 1881 – Vladikavkaz, 26 gennaio 1938) è stato un presbitero polacco appartenente alla Chiesa cattolica in Russia, vittima delle persecuzioni sovietiche, servo di Dio.

## Biografia
Nasce in una famiglia di origine polacca. Ancor da piccolo la sua famiglia si trasferisce in Crimea. Frequentò il seminario a Saratov e l'Accademia teologica cattolica Imperiale romana di San Pietroburgo. Il 2 aprile 1905 fu ordinato sacerdote. Dal 1906 è vicario nella chiesa cattedrale di Saratov e insegnante di religione nelle scuole medie. Il 2 gennaio 1936 viene arrestato a Vladikavkaz, accusato “di aver fondato un gruppo antisovietico che ha come scopo quello di screditare il potere sovietico”. Nel 1937 Czerwinski fu condannato alla fucilazione e il 26 gennaio 1938 venne giustiziato. Nel 1958 fu riabilitato post mortem.
Il suo processo di beatificazione è in corso dal 2003.